# Bougouni (krets)
Bougouni Cercle är en krets i Mali.   Den ligger i regionen Sikasso, i den sydvästra delen av landet, 170 km söder om huvudstaden Bamako. Antalet invånare är 459 509. Arean är 20 028 kvadratkilometer.
Terrängen i Bougouni Cercle är platt.